# Álvaro Cuadros
Álvaro Cuadros Morata (Granada, 12 april 1995) is een voormalig Spaans wielrenner die als beroepsrenner reed voor Caja Rural-Seguros RGA.

## Carrière
Als junior werd Cuadros in 2013 derde op het nationale kampioenschap tijdrijden.
In 2014 werd Cuadros, in dienst van Etixx, vierde in de tweede etappe van de Vredeskoers voor beloften. Een jaar later werd hij tweede in het eindklassement van de Carpathian Couriers Race en tiende in dat van de Ronde van Oost-Bohemen.
In 2017 was enkel Isaac Cantón sneller in het nationale kampioenschap op de weg voor beloften. In 2018 werd Cuadros prof bij Caja Rural-Seguros RGA. In zijn eerste seizoen werd hij onder meer achtste in de Circuito de Getxo.

## Resultaten in voornaamste wedstrijden
| Jaar | Ronde van Italië | Ronde van Frankrijk | Ronde van Spanje |
| ---- | ---------------- | ------------------- | ---------------- |
| 2021 |                  |                     | 78e              |

## Ploegen
- 2014 –  Etixx
- 2015 –  AWT GreenWay
- 2018 –  Caja Rural-Seguros RGA
- 2019 –  Caja Rural-Seguros RGA
- 2020 –  Caja Rural-Seguros RGA
- 2021 –  Caja Rural-Seguros RGA
- 2022 –  Caja Rural-Seguros RGA

Cuadros · Dolezel · Ghistelinck · Guérin · Hirt · Hník · D. Hoelgaard · M. Hoelgaard · Kerkhof · Rumac · Spokes · Wisniowski · Schultz (stagiair)
Baška · Bechynē · Bouhanni · Brockhoff · Cuadros · García · Guérin · Kasperkiewicz · Lehky · Novák · Schachmann · Schlegel · Molly (stagiair)
Amezqueta · Aranburu · Benito · Celano · Cuadros · Ferrari · Irisarri · Lastra · Mas · Molina · Moreira · Oien · Pardilla · Reis · Rodríguez · Schultz · Serrano · Silva · Soto · Yssaad · Zabala
Aberasturi · Amezqueta · Aranburu · Banaszek · Cañellas · Cepeda · Tsjernetski · Cuadros · Gonçalves · González · Irisarri · Lastra · Malucelli · Molina · Mora · Moreira · Nicolau · Pardilla · Rodríguez · Serrano · Soto · Lazkano (stagiair) · Martín (stagiair) · Pascual (stagiair)
Amezqueta · Aular · Bagües · Barceló · Barrenetxea · Calle · Cepeda · Cuadros · Etxeberria · García · González · Johnston · Lastra · Leitão · Martín · Murguialday · Nicolau · Nieve · Pira · Prades ·Schlegel  · Balderstone (stagiair) · López de Abetxuko (stagiair) · López (stagiair)